# SP 25 Yeramba
L'Ordnance, Quick Firing, 25 pdr Mark 2/1, on Mounting Self Propelled 25 pdr (Aust) Mark I, on Carrier, Grant, Self Propelled 25 pdr (Aust) Mark I o, più semplicemente, SP 25 Yeramba era un semovente d'artiglieria realizzato in Australia dopo la fine della seconda guerra mondiale.
Il semovente, denominato Yeramba da una parola aborigena che significa "luogo d'incontro posto sotto gli alberi", era realizzato sullo scafo, modificato, del carro M3A5 Grant. L'armamento era costituito dalla versione australiana dal cannone Ordnance QF 25 lb (88 mm). La trasformazione era effettuata presso lo stabilimento militare Bendigo. Il mezzo venne prodotto dal 1950 al 1952.

## Storia
Durante il secondo conflitto mondiale le Forze Armate australiane modificarono in semoventi alcuni M3 Lee/Grant e con questi mezzi effettuarono l'addestramento del personale. In seguito vennero acquisiti i disegni di costruzione del Sexton. Fu anche a partire da questi progetti che si arrivò alla realizzazione dello Yeramba.
Lo scafo del carro venne modificato eliminando le torrette e montando una sovrastruttura corazzata a cielo aperto realizzata per saldatura. Al centro della sovrastruttura venne montato il cannone da 25 pdr dotato di freno di bocca e di un diverso sistema di controllo del rinculo. L'arma poteva essere elevata di 40° e brandeggiato su un arco della stessa ampiezza. Le sospensioni del carro M3 furono sostituite con quelle dello Sherman. Lo Yeramba poteva trasportare 88 proiettili ad alto esplosivo e 16 perforanti. Venne invece mantenuta la piastra addizionale, ottenuta per fusione, montata sullo scudo della trasmissione tipica degli M3 utilizzati dalle forze armate australiane.
Tutti i semoventi furono assegnati al 22° Field Regiment della Royal Australian Artillery che li mantenne in servizio fino al 1956.
Sono stati conservati due esemplari: uno è esposto al Royal Australian Armoured Corps Museum di Puckapunyal, Victoria, mentre l'altro è conservato al Melbourne Tank Museum di Nerre Warren.